# Peltogasterella sulcata
Peltogasterella sulcata is een krabbezakjessoort uit de familie van de Peltogastridae. De wetenschappelijke naam van de soort is voor het eerst geldig gepubliceerd in 1859 door Lilljeborg.